# SR-71 (zespół muzyczny)
SR-71 – amerykański zespół poppunkowy założony w Baltimore w 1998 roku. Najbardziej znani są z singli „Right now” (wydanego w 2000 r.) oraz nagranego dwa lata później „Tomorrow”. Nazwa zespołu pochodzi od oznaczenia ponaddźwiękowego samolotu rozpoznawczego Sił Powietrznych Stanów Zjednoczonych SR-71 Blackbird. Pierwotnie zaś zespół był znany pod nazwą Honor Among Thieves.

## Historia

### Wczesne lata i albumNow You See Inside(1998–2001)
Zespół został założony w 1998 roku, jako kontynuacja projektu lidera Mitcha Allana po rozpadzie jego poprzedniego zespołu Honor Among Thieves. SR-71 szybko podpisał kontrakt z RCA Records, gdzie nagrał swój pierwszy album, zatytułowany Now You See Inside który został wydany 20 czerwca 2000 roku, a wyprodukowany przez Davida Bendetha (Underoath, Killswitch Engage), Gila Nortona (Foo Fighters, Pixies) i Johna Shanksa (Unwritten Law, Jane’s Addiction). Album okazał się sukcesem dla nieznanego zespołu. Zadebiutował na 81. miejscu na Billboard 200 i 2. miejscu na liście Billboard Heatseekers Chart. 
Album promowany był przez pierwszy singiel zespołu – "Right Now", który do dziś pozostaje hitem. Został napisany przez Mitcha Allana oraz Butcha Walkera. Osiągnął on 2. miejsce na liście Modern Rock Tracks, 102. miejsce na Billboard Hot 100 i 38-sme na Mainstream Rock Tracks. W sieciach wymiany plików, utwór był mylony z piosenką zespołu Sum 41.
Perkusista zespołu, Dan Garvin, opuścił grupę wkrótce po zakończeniu trasy koncertowej promującej album i dołączył do zespołu Nine Days na czas nieobecności ich perkusisty podczas trasy koncertowej The Madding Crowd.

### Tomorrowi zerwanie kontraktu z RCA Records (2002–2003)
Przez cały 2002 rok, zespół nagrywał kolejną płytę. W sesji nagraniowej do albumu, na potrzeby ścieżki dźwiękowej do filmu "Nowy" (The New Guy), zespół nagrał cover funk-rockowej piosenki "Let It Whip" – zwycięzcy nagrody Grammy, oryginalnie wykonanej przez Dazz Band.
Ich drugi album, zatytułowany Tomorrow został wydany 22 października 2002 i wyprodukowany przez Neala Avrona (Fall Out Boy, Yellowcard), Butcha Walkera (American Hi-Fi, Avril Lavigne), Davida Bendetha (Underoath, Breaking Benjamin) i lidera zespołu Mitcha Allana. Na tej płycie, Allan przyczynił się do napisania wszystkich piosenek, z wyjątkiem kilku, które napisał wraz z Butchem Walkerem, Kevinem Kadishem i innymi członkami zespołu. To był ich pierwszy album z nowym perkusistą Johnem Allenem.
Album okazał mniej udany niż jego poprzednik i zadebiutował dopiero na 138. miejscu w Billboard 200. Pierwszy singiel "Tomorrow" osiągnął 18. miejsca w Modern Rock Tracks i również osiągnął niższą pozycję niż poprzedni singiel "Right Now".
Piosenka "My World" została później nagrana do debiutanckiego albumu The Real Thing uczestnika American Idol Bo Bice'a, gdzie Mitch Allan grał na gitarze i basie.
Pomimo niepowodzenia handlowego, RCA dalej intensywnie promowało trasę koncertową od końca 2002 do 2003 roku. Trasa okazała się niezbyt udana i wkrótce stosunki w zespole zaczęły być napięte. Grupę opuścił gitarzysta Mark Beauchemin, który zaczął grać z Vanessą Carlton, a po zakończeniu trasy koncertowej w 2003 roku, również basista Jeff Reid. Reid natomiast, opuścił zespół z powodów medycznych – wykryto u niego raka płuc. Po długiej walce, Jeff zmarł 11 czerwca 2004 roku. 
Do zespołu dołączyli nowi członkowie: gitarzysta Pat DeMent i basista Mike Ruocco. Niedługo później kontrakt z wytwórnią został zerwany przez RCA Records.

### Here We Go Againoraz spadek popularności (2003-2005)
Pomimo braku kontraktu z wytwórnią, zespół zabrał się do nagrania albumu z własnym materiałem. Wszystkie piosenki na płycie zostały napisane przez Mitcha Allana, z wyjątkiem dwóch napisanych razem z perkusistą Johnem Allenem i jednym ukrytym utworem napisanym z Kevinem Kadishem rok wcześniej. Cała produkcja, mix i mastering również wykonane były przez Mitcha. 
W 2004 roku zespół w końcu znalazł nową wytwórnię, Crown Japan, pod którą 21 maja 2004 został wydany, tylko w Japonii, ich trzeci album "Here We Go Again". Poza Japonią album był dostępny tylko na drodze importu na oficjalnej stronie zespołu. Album nie uzyskał żadnej uwagi, nie dostał się na żadną listę przebojów, co udowodniło po raz kolejny handlową klapę. Pomimo tego, zespół Bowling for Soup, będący bliskim przyjacielem z SR-71, nagrał cover ich piosenki "1985 do albumu A Hangover You Don't Deserve, wydanym w późnym okresie 2004 roku. "1985" został wydany jako singel i osiągnął 23. miejsce na Billboard Hot 100. 
Tytułowy utwór "Here We Go Again" został również ponownie nagrany w 2006 roku do albumu Call It What You Want przez poppunkowy zespół JParis. Mitch Allan wyprodukował album zespołu.
Pierwszy utwór z albumu, "Axl Rose", ukazał się później jako singiel, razem z "Here We Go Again" i "All American" wydany jako B-side. Cover "In Your Eyes" oryginalnie wykonanego przez Petera Gabriela, również ukazał się jako singiel i był często grany przez zespół na trasie koncertowej w latach 2004-2005.

### Przerwa i solowy album Mitcha Allana (2006-2009)
Choć zespół zagrał jeszcze kilka koncertów w 2005 roku, później został nieaktywny, ponieważ Mitch Allan zaczął grywać solo w małym klubie około 2006 roku. Podczas swoich występów grał zarówno utwory SR-71, jak i swoje własne, nigdy wcześniej nie wydane, w tym nowy, uwielbiany przez fanów utwór "Superman". Allan wówczas ogłosił, że rozpoczął pracę nad swoim pierwszym solowym albumem. Powiedział, że album będzie nazywał się "Clawing My Way to the Middle" i zostanie wydany pod koniec 2007 roku. Sesje nagraniowe rozpoczęły się w Los Angeles i Baltimore wiosną 2006 roku, a produkcją zajął się Ben Moody. Od tego czasu, data wydania albumu była przesuwana kilka razy w 2008 i 2009 roku, w tym momencie nie wiadomo kiedy i czy w ogóle album zostanie wydany.
W 2007 roku, zespół ogłosił oficjalnie, że zawieszają działalność na czas nieokreślony po ostatnim koncercie na Sunset Station w Henderson, Nevada, granym 18 sierpnia 2007 roku wraz z Vertical Horizon, Nine Days i Marcy Playground.
W ciągu tego roku, Allan dalej grywał solo w klubach Hollywood. W tym czasie współpracował również z wieloma artystami jako kompozytor i producent, m.in. Lindsay Lohan, Lovehammers, Daughtry, Hilary Duff, Faith Hill, Backstreet Boys i innymi. W 2007 roku, Allan otrzymał nominację do nagrody Grammy w kategorii Latino, za współudział w napisaniu piosenki "Bella Traición" z meksykańską piosenkarką Belindą.
W styczniu 2008 r. Mitch Allan wydał swój pierwszy solowy singiel wraz z teledyskiem na swojej stronie MySpace. Utwór zatytułowany "Make Me High" był łagodniejszą wersją starej piosenki SR-71 "My World", znajdującą się w ich albumie "Tomorrow" z 2002 roku. Allan powiedział również, że piosenka "Mosquito" z albumu "Here We Go Again" również zostanie przez niego ponownie nagrana i zamieszczona na jego solowym albumie. Ujawnił również, że nad swoim albumem pracuje razem ze swoimi dawnymi kolegami z zespołu SR-71.
W 2009 roku podczas pracy nad albumem, Allan rozpoczął tygodniowe wydarzenie w Hollywood, gdzie spotkał się z innymi autorami piosenek i zagrali covery oraz oryginalne piosenki dla małego tłumu. Allan, wraz z byłym gitarzystą Evanescence – Benem Moodym, był zaangażowany w nowym konkursie na znalezienie zjawiskowego, nastoletniego piosenkarza.
Również w 2009 roku, perkusista John Allen zaangażowany był jako wokalista nowej hardrockowej grupy Charm City Devils. Zespół koncertował jako część Crüe Fest 2, zorganizowanej przez Mötley Crüe latem 2009 roku. Ich debiutancka płyta "Let's Rock and Roll", zawierała jedną piosenkę wyprodukowaną i wspólnie napisaną z Mitchem Allanem.

### Wznowienie działalności (od 2009)
25 lipca 2009 roku zespół ponownie się zjednoczył na jednorazowy koncert w Wicker Park Bucktown Arts & Music Festival w Chicago.
13 października 2009 roku, Mitch Allan ogłosił na swojej stronie MySpace, że SR-71 będzie grał kolejny jednorazowy występ na Bourbon Street w rodzinnym Baltimore w dniu 25 listopada 2009. W tym wydarzeniu wspierał ich zespół Cinder Road. Podczas koncertu, perkusista John Allen stanął z przodu i zaczął ustalać obowiązki z liderem Mitch Allan, aby zaśpiewać "Best of the Worst", piosenkę nagraną wspólnie z Allanem dla ich innego zespołu Charm City Devils, którego członkowie również zjawili się na scenie, aby zagrać.

## Muzycy

### Obecny skład zespołu
- Mitch Allan – śpiew, gitara, frontman (1998 – obecnie)
- Pat DeMent – śpiew, gitara (2003 – obecnie)
- Mike Ruocco – gitara basowa, śpiew (2003 – obecnie)
- John Allen – perkusja, śpiew (2000 – obecnie)

### Byli członkowie
- Dan Garvin – perkusja, wokal wspierający (1998–2000)
- Mark Beauchemin – gitara, keyboard, wokal wspierający (1998–2003)
- Jeff Reid – gitara basowa, keyboard, wokal wspierający (1998–2003) (zmarł 11 czerwca 2004)

## Dyskografia

### Albumy studyjne
| Data wydania         | Tytuł              | Wytwórnia   | Pozycja w Billboard | Sprzedaż w USA |
| -------------------- | ------------------ | ----------- | ------------------- | -------------- |
| 20 czerwca 2000      | Now You See Inside | RCA         | #81                 | Złoto          |
| 22 października 2002 | Tomorrow           | RCA         | #138                |                |
| 4 maja 2004          | Here We Go Again   | Crown Japan |                     |                |

### Utwory wydane na kompilacjach
- Cool Traxx! 2 (2000) – "Last Man On The Moon"
- Listen To What The Man Said (2001) – "My Brave Face"
- Frajer Soundtrack (2000) – "Right Now"
- Splashdown Soundtrack (2001) – "Right Now"
- Crossing All Over Vol. 13 (2001) – "Right Now"
- Nowy Soundtrack (2002) – "Let It Whip"
- Cicha woda Soundtrack (2002) – "Right Now"